# Selkirk (Schottland)
Selkirk (schottisch-gälisch Salcraig) ist eine Stadt im Südosten Schottlands, im Scottish Borders Council. Sie liegt am Ettrick Water, einem Nebenfluss des Flusses Tweed.
Bei der Volkszählung 2011 zählte Selkirk 5784 Einwohner, 2001 waren es noch 5839 Einwohner.

## Geschichte
Selkirk war früher die Hauptstadt der Grafschaft Selkirkshire. Selkirk ist eine der ältesten königlichen Burgen in Schottland und der Ort der ältesten Siedlungen in den heutigen Scottish Borders.
Selkirks Bevölkerung wuchs insbesondere wegen ihrer Wollindustrie. Nachdem dieser Industriezweig darniederlag, konnten nur wenige neue Arbeitsplätze geschaffen werden.

## Kultur und Sehenswürdigkeiten
Die Stadt ist bekannt für Bannocks, einen trockenen Obstkuchen.
Die Überreste der Kirche Forest Kirk, früher bezeichnet als St. Mary of the Forest, stehen weiterhin auf dem alten Kirchhof.
Mehrere Verwandte von Franklin D. Roosevelt, dem 32. Präsidenten der Vereinigten Staaten von Amerika, sind hier begraben. Roosevelts Vorfahren stammten aus der Gegend um Selkirk.
Im Süden der Stadt liegt The Haining, ein Herrenhaus aus dem 18. Jahrhundert. Im Jahr 2009 starb der letzte Besitzer und hinterließ das Anwesen „zum Wohle der Gemeinde Selkirkshire und der breiten Öffentlichkeit“. Eine gemeinnützige Stiftung plant, das Gebäude als Kunstgalerie wiederherzustellen.

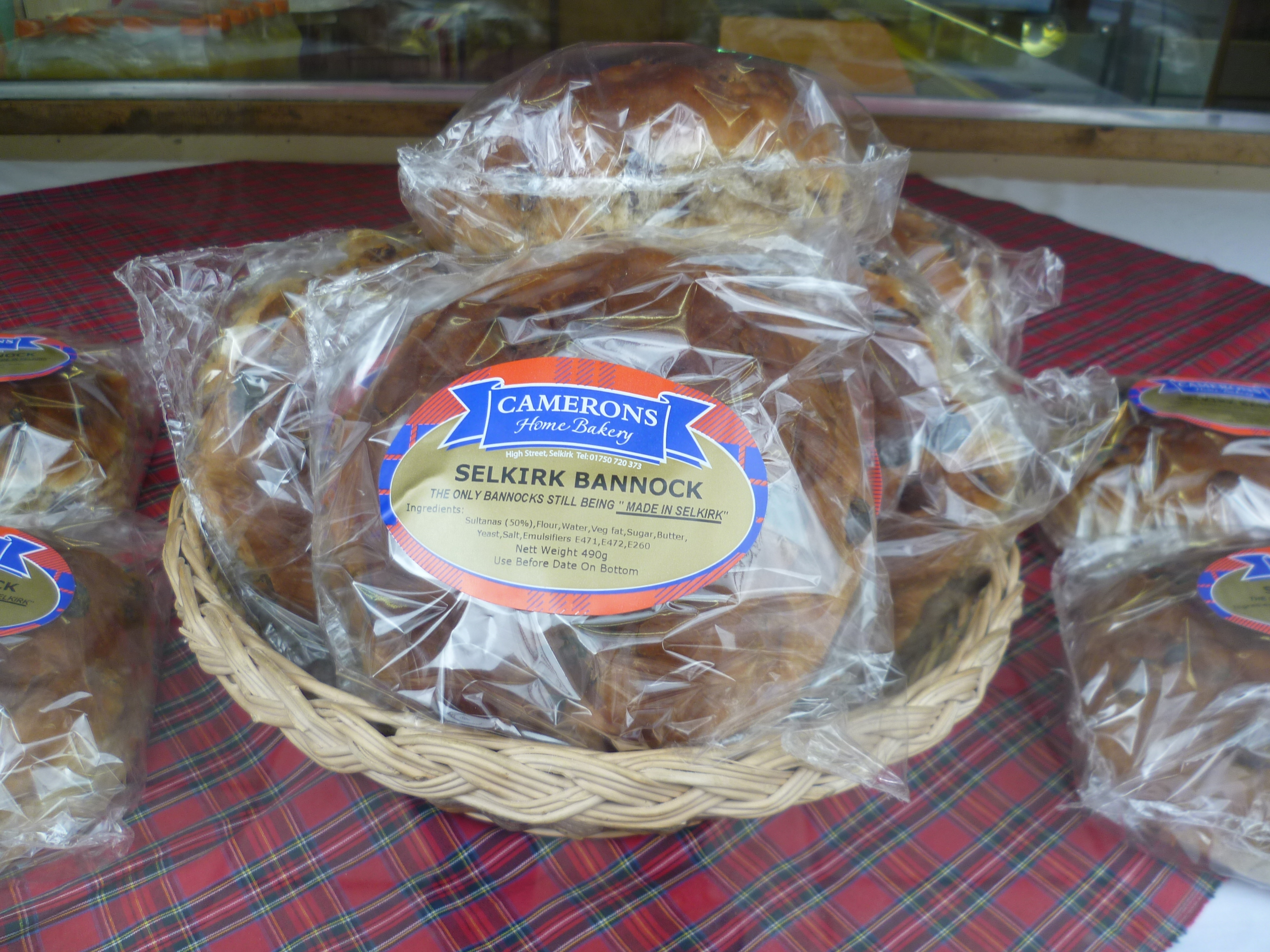
Selkirk Bannock
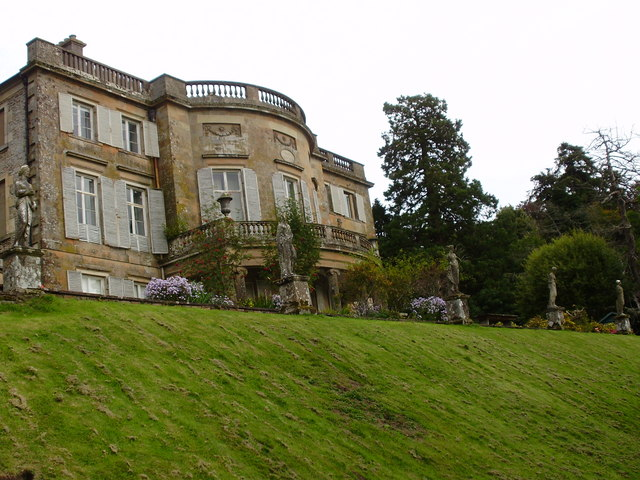
The Haining

## Persönlichkeiten
- Andrew Lang (* 1844 in Selkirk; † 1912 in Banchory), Schriftsteller, Anthropologe und Journalist
- William Ritchie Sorley (1855–1935), Philosoph
- Sarah Robertson (* 1993), Hockeyspielerin

## Partnerstädte
- Plattling, Niederbayern, seit 1998